# Demonax quadricollis
Demonax quadricollis är en skalbaggsart som beskrevs av Charles Joseph Gahan 1906. Demonax quadricollis ingår i släktet Demonax och familjen långhorningar.
Artens utbredningsområde är Burma. Inga underarter finns listade i Catalogue of Life.